# 394 (numero)
Trecentonovantaquattro (394) è il numero naturale dopo il 393 e prima del 395.

## Proprietà matematiche
- È un numero pari.
- È un numero composto con i seguenti divisori: 1, 2, 197. Poiché la somma dei suoi divisori è 200 < 394, è un numero difettivo.
- È un numero semiprimo.
- È un numero omirpimes.
- È un numero noncototiente.
- È un numero nontotiente (per cui la equazione φ(x) = n non ha soluzione).
- È un numero intero privo di quadrati.
- È parte delle terne pitagoriche (56, 390, 394), (394, 38808, 38810).

## Astronomia
- 394P/PANSTARRS è una cometa periodica del sistema solare.
- 394 Arduina è un asteroide della fascia principale del sistema solare.
- NGC 394 è una galassia lenticolare della costellazione dei Pesci.

## Astronautica
- Cosmos 394 è un satellite artificiale russo.